# Stawki (Zawiercie)
Stawki – osiedle Zawiercia, położone w centralnej części miasta.

## Zasięg
W skład osiedla wchodzą ulice: Andersa, Anny Jagiellonki, Bagno, Blanowska Od Nr 1 Do Nr 167 I Od Nr 58 Do Nr 184, Czysta, Długa, Gołębia, Gliniana, Jagiełły, Jasna, Jana Kazimierza, Królowej Jadwigi, Krzywa, Limanowskiego, Miejska, Orla, Pastewna, Pastwiska, Piwna, Północna, Próżna, Ptasia, Ręby, Rudnicka, Rybia, Sitowie, Smużna, Solidna, Stefania, Szeroka, Topiel, Topolowa, Wapienna, Ks. Wajzlera, Wąska, Wiśniowieckiego, Wrzosowa, Zgoda.

## Historia
Dawniej Stawki były przysiółkiem wsi Ręby, należącym od 1933 roku do Blanowice w gminy Kromołów. 1 stycznia 1951 Ręby ze Stawkami włączono do Zawiercia.